# Jestřábník dvouklaný

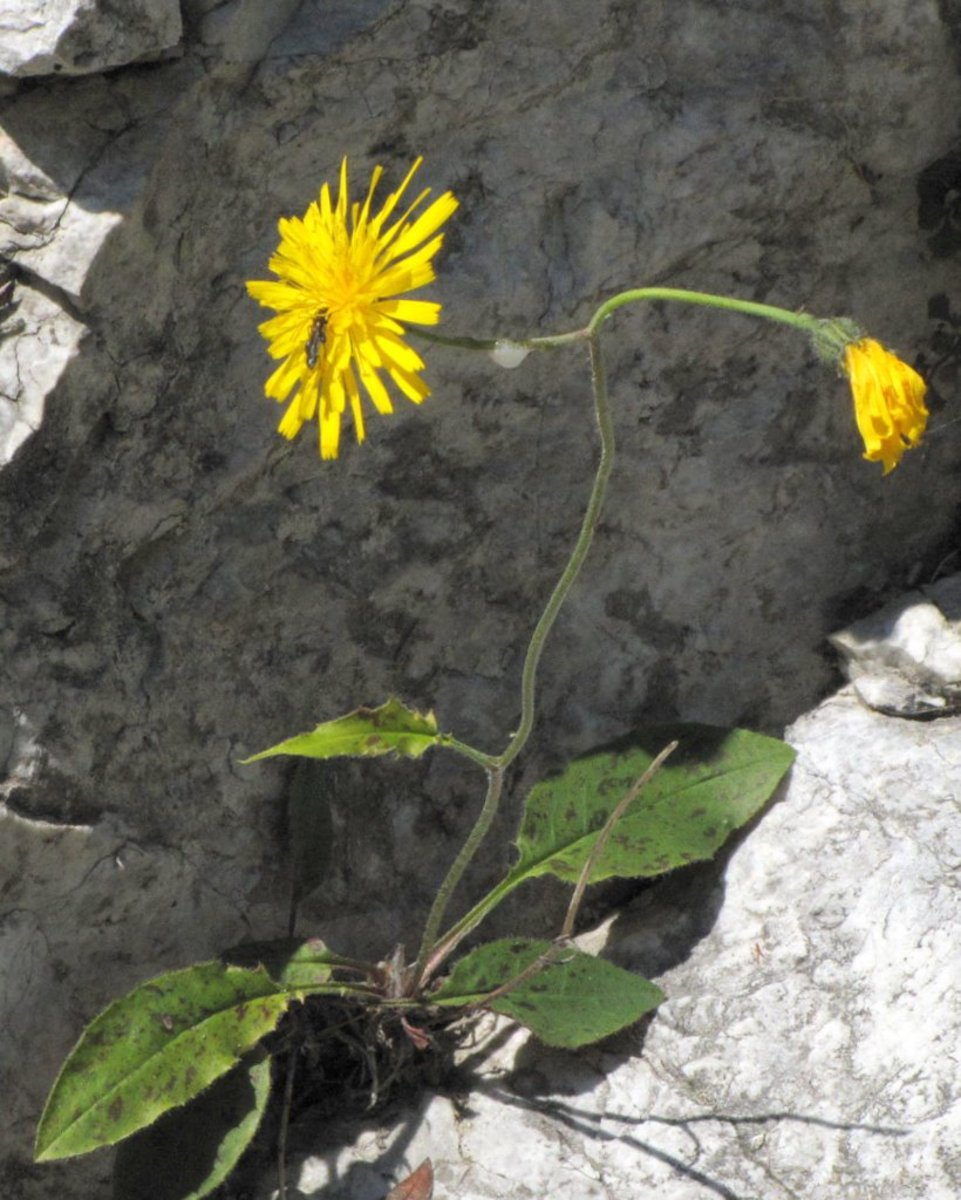
Jestřábník dvouklaný

Jestřábník dvouklaný (Hieracium bifidum) je druh rostliny z čeledi hvězdnicovité. Je to žlutě kvetoucí vytrvalá bylina s přízemní růžicí listů a volným květenstvím s několika úbory. Centrum výskytu je ve větších evropských pohořích (Alpy, Karpaty, Apeniny aj.) Je to převážně skalní druh, vyhledávající bazičtější substráty. V rámci České republiky roste zejména v Českém krasu a Českém středohoří, lokálně i jinde. 

## Popis
Jestřábník dvouklaný je vytrvalá bylina s přízemní růžicí listů a přímou nebo krátce vystoupavou lodyhou. Listy jsou na líci většinou víceméně lysé (přinejmenším u skupiny subspecií H. eubifidum, představující "čistokrevné" H. bifidum), mírně nasivělé, někdy černozeleně nebo hnědofialově skvrnité. Přízemní růžice se skládá z většího počtu řapíkatých listů s eliptickou až kopinatou čepelí. Přízemní listy jsou na okraji drobně až hrubě zubaté, na vrcholu zaokrouhlené až špičaté, s klínovitou, uťatou, někdy i slabě srdčitou bází. Lodyžní list bývá zpravidla jeden (řidčeji dva nebo chybí), menší než přízemní listy, buď řapíkatý s kopinatou, zubatou čepelí, nebo úzký a čárkovitý. Květenství je volné, složené nejčastěji ze 3 až 8 úborů, s dlouhými a víceméně rovnými větvemi. Stopky úborů jsou hustě hvězdovitě chlupaté, s ojedinělými až roztroušenými jednoduchými chlupy s krátkou černou bází a někdy i s roztroušenými stopkatými žlázkami. Zákrov je vejcovitý, asi 9 až 11 mm dlouhý, složený z málo četných, jen nevýrazně se střechovitě kryjících, čárkovitě kopinatých listenů. Listeny jsou pokryté roztroušenými až četnými hvězdovitými a světlými jednoduchými chlupy, s ojedinělými až roztroušenými, řidčeji (skupina subspecií H. subcaesium) až četnými stopkatými žlázkami. Ligula jazykovitých květů je žlutá, asi 16 mm dlouhá, na zoubcích na vrcholu lysá. Nažky jsou kaštanově hnědé, 3,2 až 3,8 mm dlouhé.

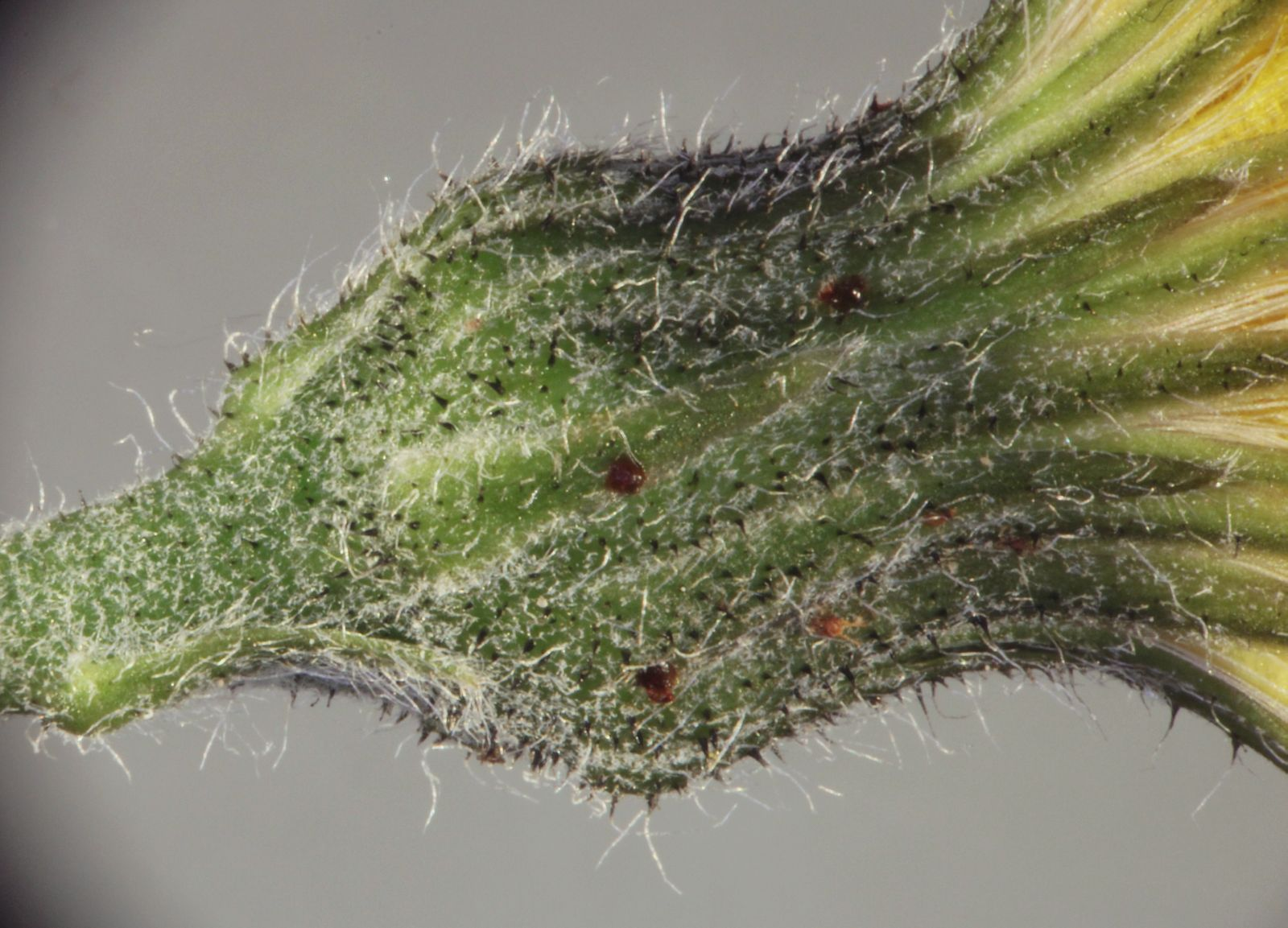
Detail zákrovu s jednoduchými a hvězdovitými chlupy
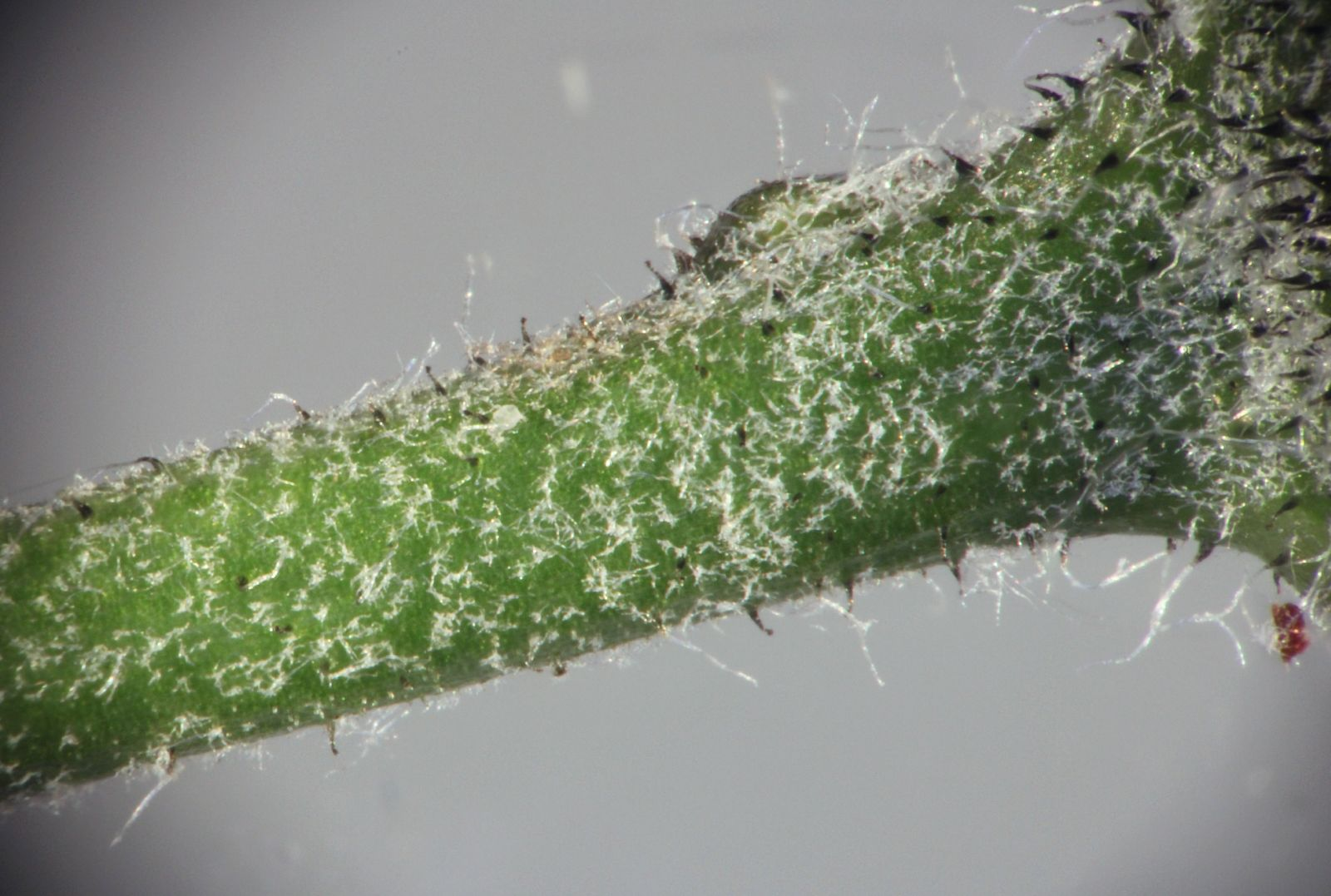
Detail stopky úboru s hvězdovitými a roztroušenými jednoduchými a žláznatými chlupy
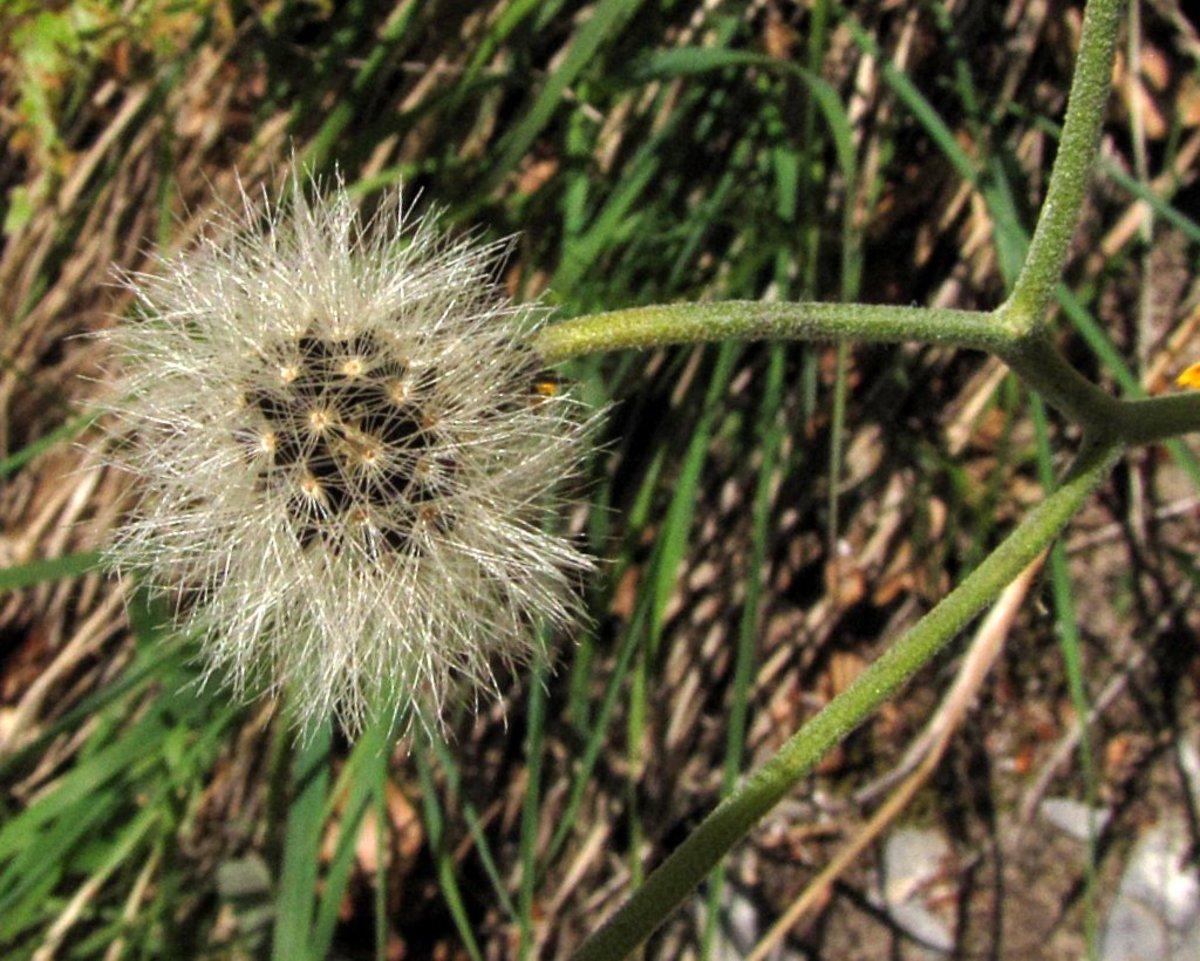
Plodenství jestřábníku dvouklaného

## Rozšíření
Jestřábník dvouklaný je evropský, především horský druh. Souvislejší výskyt zahrnuje Alpy, Karpaty, Apeniny a Balkánská pohoří. Na sever zasahuje na Island, Britské ostrovy a do Skandinávie. Na východ sahá jeho rozšíření v izolovaných arelách až k Valdajské vrchovině a Uralu. Obývá typicky skalnatá stanoviště, vyskytuje se ale také v suťoviskách, na kamenitých stanovištích a v podrostu světlých listnatých lesů. Roste charakteristicky na zásaditých podkladech, jako jsou vápence, vápnité pískovce, ale i bazičtější výlevné vyvřeliny (čediče, znělce, spility). V České republice je běžnější zejména v Českém krasu a Českém středohoří. Ostatní výskyty jsou roztroušené a vázané na výchozy bazičtějších hornin. Nejvýše položená lokalita v rámci ČR je v Krkonoších (výchoz erlanů v Kotelních jamách, 1350 m n. m.). V Alpách vystupuje až do alpínského stupně.

## Taxonomie
Jestřábník Hieracium bifidum náleží mezi tzv. hlavní druhy, tedy druhy, u nichž se nepředpokládá hybridogenní původ. Společně s H. murorum, H. lachenalii a dalšími druhy je řazen do sekce Vulgata. Je od něj odvozena celá řada vedlejších taxonů, z nichž se na území České republiky vyskytují tyto: H. caesium (H. bifidum ≥ H. lachenalii), H. levicaule (H. bifidum ≤ H. lachenalii), H. hypochoeroides (H. bifidum – H. schmidtii), z horských jestřábníků pak H. wimmeri a H. moravicum ze skupiny H. epimedium agg. (H. bifidum – H. juranum), H. engleri ze skupiny H. carpaticum agg. (H. caesium ≥ H. prenanthoides)  a vyhynulý druh H. purkynei ze skupiny H. gombense agg. (H. epimedium – H. atratum).
V klasickém Zahnově pojetí je členěn do pěti skupin subspecií (tzv. gregů). Grex H. eubifidum zahrnuje 55 subspecií představujících "čistokrevné" typy H. bifidum. Do gregu H. subcaesium jsou řazeny taxony se znaky přechodu k H. murorum (vzorec H. bifidum ≥ H. murorum)  - asi 67 subspecií s rozsáhlým rozšířením. Grex H. psammogenes představuje morfotypy H. bifidum se znaky přechodu k H. villosum (formule H. villosum < H. bifidum neboli H. bifidum – H. incisum). Zahrnuje 15 subspecií, udávaných z Alp, Karpat, Balkánu a pohoří Jura. Grex H. pseudodollineri zahrnuje 5 subspecií, rozšířených v Alpách a představujících morfotypy směrem k H. glaucum (formule H. bifidum – H. dollineri). Do gregu H. subsagittatum jsou řazeny dvě subspecie se znaky směrem k H. tenuiflorum, což je drobnoúborný taxon z okruhu H. murorum (formule H. bifidum > H. tenuiflorum).

## Rozlišovací znaky
Z běžných druhů jestřábníků s přízemní růžicí a málo olistěnou lodyhou je nejpodobnější jestřábník zední (H. murorum), který může růst i na podobných stanovištích. Je pro něj charakteristické bohatší a více stěsnané květenství s obloukovitými větévkami, zatímco jestřábník dvouklaný mívá chudě vidličnatě větvené květenství s větévkami více méně rovnými. Další rozdíly jsou ve tvaru a ochlupení listů. Jestřábník zední mívá přízemní listy na bázi výrazně srdčité a na líci hojně chlupaté, zatímco báze listů jestřábníku dvouklaného bývá klínovitá, uťatá nebo jen u některých listů mělce srdčitá a listy bývají na líci více méně lysé (platí pro "čistokrevné" H. bifidum). Oba taxony jsou ale silně různorodé. Spolehlivé znaky jsou na odění zákrovních listenů – u jestřábníku zedního jsou přítomny pouze stopkaté žlázky, zatímco u jestřábníku dvouklaného jsou na zákrovu vždy jednoduché a hvězdovité chlupy a žlázky jsou buď přítomny také, nebo chybějí. Někdy může být obtížnější odlišení jestřábníku dvouklaného od jestřábníku časného (H. glaucinum) nebo jestřábníku Wiesbaurova (H. hypochoeroides). U obou taxonů se projevuje vliv jestřábníku bledého (H. schmidtii) – listy bývají poněkud nasivělé (zřetelné zejména za čerstva), mírně tužší a na okraji s tužšími delšími chlupy. Na zákrovech bývá méně hvězdovitých chlupů a ty jsou soustředěny zejména při okraji zákrovních listenů. Vodítkem může být i tvar listů a odění stopek úborů.